# Rosalind Cash
Rosalind Cash (* 31. Dezember 1938 in Atlantic City, New Jersey; † 31. Oktober 1995 in Los Angeles, Kalifornien) war eine US-amerikanische Schauspielerin.

## Leben
Die afro-amerikanische Schauspielerin wuchs in Atlantic City auf und entschloss sich in New York eine Schauspielkarriere zu beginnen. Dieses Vorhaben gestaltete sich zunächst schwierig, sodass Cash lange Zeit neben kleinen Bühnenrollen am Harlem YMCA (in Langston Hughes’ Soul Gone) sowie am New York City Center (im Musical Fiorello! Über den New Yorker Bürgermeister Fiorello H. LaGuardia) verschiedene Nebentätigkeiten ausüben musste, u. a. als Verkäuferin, Krankenpflegerin, Kellnerin und Sängerin in einem Nachtclub. Nebenher nahm sie Schauspielunterricht bei Edmund Cambridge und Vinette Carroll.
Ihren schauspielerischen Durchbruch erreichte sie erst 1968 mit fast dreißig Jahren, als sie zum Ensemble der Negro Ensemble Company (NEC) stieß, die in dieser Zeit der Rassenunruhen und der verstärkten Einforderung von mehr Rechten für Farbige speziell Stücke von Schwarzen für Schwarze inszenierte. Rosalind Cash spielte moderne, emanzipierte schwarze Frauen wie die „Adele Eloise Parker“ in Ceremonies in dark old men von Lonne Elder III und wurde dadurch überregional bekannt. 1969 gab sie ein Gastspiel in London während der von Peter Daubeny inszenierten World Theatre Season.
1971 debütierte sie mit einer kleinen Rolle im Thriller Klute beim Film. Im selben Jahr spielte sie im futuristischen Endzeit-Drama Der Omega-Mann die weibliche Hauptrolle, die den eigentlichen Helden des Films (Charlton Heston) vor einer Gruppe von Mutanten rettet. Im Folgejahr verkörperte sie die Titelrolle in Melinda, einem Film des Blaxploitation-Genres, als starke und gefährliche Frauenfigur. Von da an war sie eine feste Größe in Hollywood, wenngleich ihre Rollen unterschiedliche Qualität hatten. So spielte sie unter Richard Fleischer in The New Centurions, unter Sidney Poitier in Uptown Saturday Night, aber auch in billigeren Produktionen wie dem Horrorfilm Dr. Black und Mr. Hyde über einen gutmütigen schwarzen Arzt, der sich nach Einnahme einer Tinktur in einen brutalen Weißen verwandelt.
In den siebziger und achtziger Jahren war Cash umfangreich im Fernsehen tätig. Sie spielte Gastrollen in erfolgreichen Fernsehserien wie Cosby-Show, Einsatz in Manhattan, Starsky & Hutch, „Ein Engel auf Erden“ und spielte Hauptrollen in Fernsehfilmen wie A Killing Affair (als unglückliche Ehefrau von O.J. Simpson). Für einige Zeit spielte sie auch in der Soap Opera General Hospital als Familienmatriarchin „Mary Mae Ward“.
1992 wurde Rosalind Cash für ihre künstlerischen Verdienste in die Black Film-makers Hall of Fame aufgenommen.
Sie erlag am 31. Oktober 1995 im Alter von 56 Jahren den Folgen einer Krebserkrankung.

## Filmografie (Auswahl)
- 1971: Klute
- 1971: The All-American Boy
- 1971: Der Omega-Mann (The Omega Man)
- 1972: Melinda
- 1972: The New Centurions
- 1974: Samstagnacht im Viertel der Schwarzen (Uptown Saturday Night)
- 1976: Das Monster von London (Dr. Black, Mr. Hyde)
- 1976: Kojak (Fernsehserie, Folge Das Patenkind)
- 1982: Sister, Sister
- 1982: Flammen am Horizont (Wrong Is Right)
- 1984: Buckaroo Banzai – Die 8. Dimension (The Adventures of Buckaroo Banzai Across the 8th Dimension)
- 1985: Trio mit vier Fäusten (Fernsehserie, Folge „Geheimmission „Bozinsky““, Polizeicaptain)
- 1986: Knight Rider (Fernsehserie, Folge „Voo Doo Knight“, Mrs. Harana die Voodoo-Prinzessin)
- 1986: Die Bill Cosby Show (The Cosby Show)
- 1987: Ein Engel auf Erden (Fernsehserie, 1 Folge)